# 前橋市立桃瀬小学校
前橋市立桃瀬小学校（まえばししりつ もものせしょうがっこう）は、群馬県前橋市にある公立小学校。

## 所在地
群馬県前橋市西片貝町3丁目343番地

## 沿革
- 1972年〈昭和47年〉4月1日 - 西片貝町・天川大島町の人口増加に対応し、桂萱小学校・天川小学校の学区のうち、東片貝町・西片貝町二丁目の一部・西片貝町二丁目の一部・西片貝町三丁目・西片貝町四丁目・西片貝町五丁目の一部・天川大島町（住宅）・野中町の一部・天川大島町一丁目・天川大島町二丁目・天川大島町三丁目の一部を学区として新設[2]。児童数701名。校名は学校が桃木川と広瀬川に挟まれた地域に立地することに由来する[2]。
- 1977年〈昭和52年〉8月27日 - 校歌制定[2]。

## 学区
- 東片貝町[3]
- 西片貝町二丁目の一部、三丁目、四丁目、五丁目
- 天川大島町の一部、一丁目、二丁目、三丁目
- 野中町の一部